# 1960 في سريلانكا
فيما يلي قوائم الأحداث التي وقعت خلال عام 1960 في سريلانكا.

## سياسة

### تعيين في المنصب
- 24 أبريل – جونيوس ريتشارد جيوردين وزير المالية (سيرلانكا) [الإنجليزية]‏.

### انتهاء فترة المنصب
- 20 يوليو – جونيوس ريتشارد جيوردين وزير المالية (سيرلانكا) [الإنجليزية]‏.

## مواليد

### أبريل
- 13 أبريل – رؤوف حكيم سياسي سريلانكي.

## وفيات

### سبتمبر
- 30 سبتمبر – جون فيلبي (مواليد 1885) مستعرب، مستكشف، كاتب، وعميل مخابرات بمكتب المستعمرات البريطاني.